# زقاق الجن (مسلسل)
زقاق الجن مسلسل درامي وتاريخي سوري من بطولة أيمن زيدان، أمل عرفة، شكران مرتجى، صفاء سلطان، ومن إخراج المخرج تامر إسحاق تم عرضه في 23 آذار/ مارس عام 2023م الموافق لـ1 رمضان عام 1444هـ.

## ملخص القصة
تدور الأحداث حول (أبو نذير) القاسي المستبد الذي يسعى للتحكم بحياة أفراد عائلته، دون أي اعتبار لما يسببه من آلام نفسية لهم، بينما يتضح وجود أسرار بحياته ويعود ماضيه لمطاردته.

## الشخصيات
| الممثلين          | الدور/الوظيفة             |
| ----------------- | ------------------------- |
| أيمن زيدان        | أبو نذير                  |
| أمل عرفة          | شيماء                     |
| شادي زيدان        | أبو تيسير                 |
| سعد مينه          | ناجي                      |
| شكران مرتجي       | خولة رياض -زوجة أبو تيسير |
| وائل زيدان        | أنور                      |
| نجاح سفكوني       | ابو جمال                  |
| وليد حصوة         | عربي                      |
| صفاء سلطان        | ثريا - خادمة أبو نذير     |
| إمارات رزق        | صبحية                     |
| عبد المنعم عمايري | ابو عزو                   |
| حسن خليل          | مروان                     |
| رامي أحمر         | تيسير                     |
| دوجانا عيسى       | ملك                       |
| زينة بارافي       | بوران                     |
| براء الزعيم       | فياض                      |
| إيناس شاهين       | زهرة                      |

## القصة
تتناول أحداث المسلسل في إطار درامي اجتماعي، تدور أحداث المسلسل في منطقة زقاق الجن ويتطرق للعلاقات الاجتماعية والصراعات التي تحدث بين سكان تلك المنطقة.